# Henri Cellarius
Pour les articles homonymes, voir Cellarius.
Henri Chrétien Cellarius (né à Paris le 11 juin 1805 et mort à Paris 2e le 19 mai 1876) est un professeur et théoricien de la danse français.

## Œuvres
- Krakovie, mazurka de salon. Répertoire des cours Cellarius, Paris, 1846, lire en ligne sur Gallica.
- Louise, valses brillantes. Répertoire des cours Cellarius, Paris, 1846, lire en ligne sur Gallica.
- Une saison à Londres, trois polkas. Répertoire des cours Cellarius, Paris, 1846, lire en ligne sur Gallica.
- Wilna, suite de mazurkas. Répertoire des cours Cellarius, Paris, 1846, lire en ligne sur Gallica.
- La Danse des salons. Dessins de Gavarni, Paris, J. Hetzel, 1847. Rééd. commentée par Rémi Hess, Grenoble, J. Millon, 1994.
- La Danse des salons. Dessins de Gavarni, 2e édition, Paris, l'auteur, 1849.
- Les Lanciers, quadrille anglais, arrangé par Maxime Alkan, explication des figures par Cellarius, Paris, 1856.